# كيهيدي
كَيْهَيْدِي مدينة موريتانية ويسكن فيها قرابة 60 ألف نسمة. وتعد أكبر مدن ولاية كوركول وعاصمتها. وتبعد حوالي 435 كم من العاصمة نواكشوط.

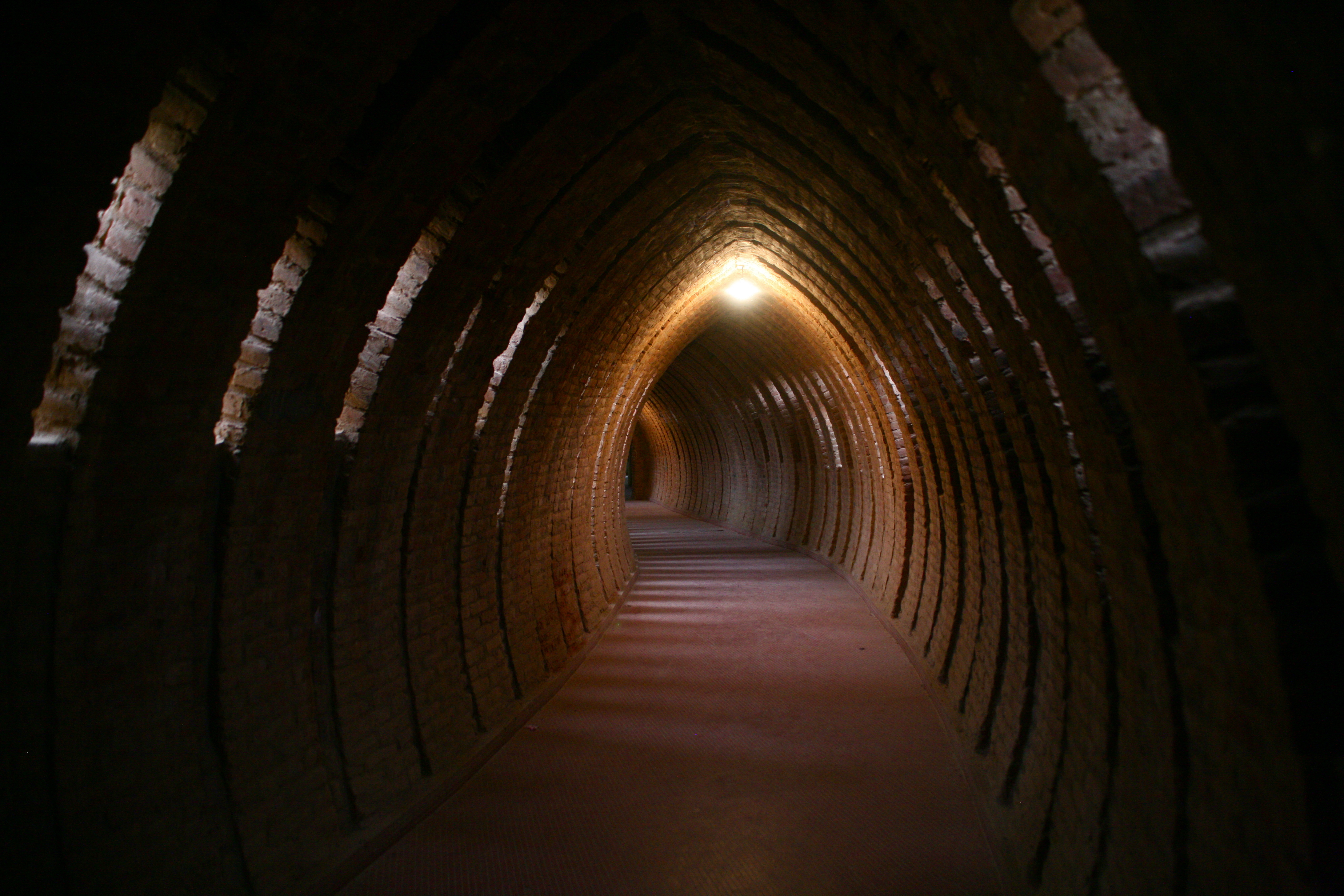
المستشفى.

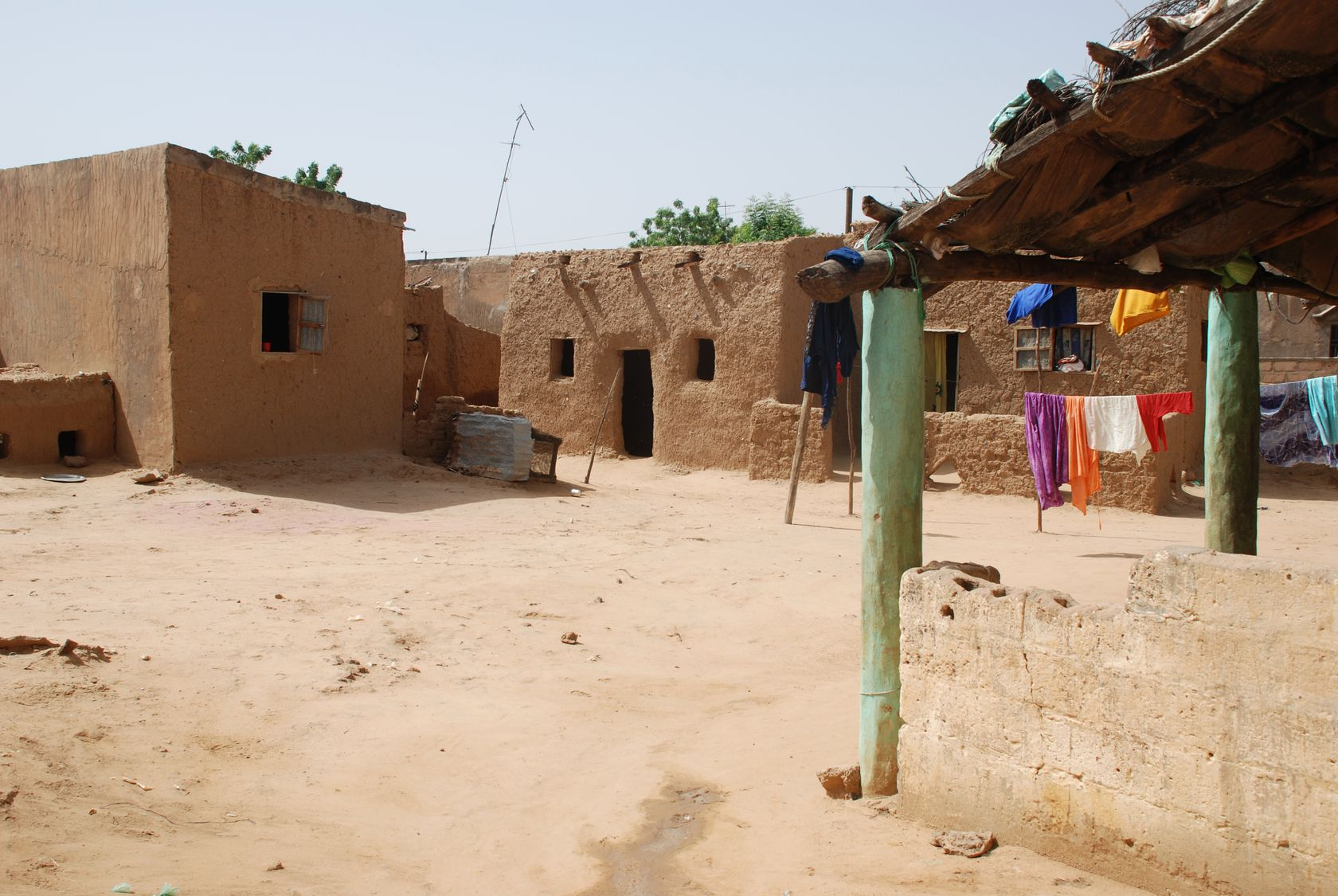

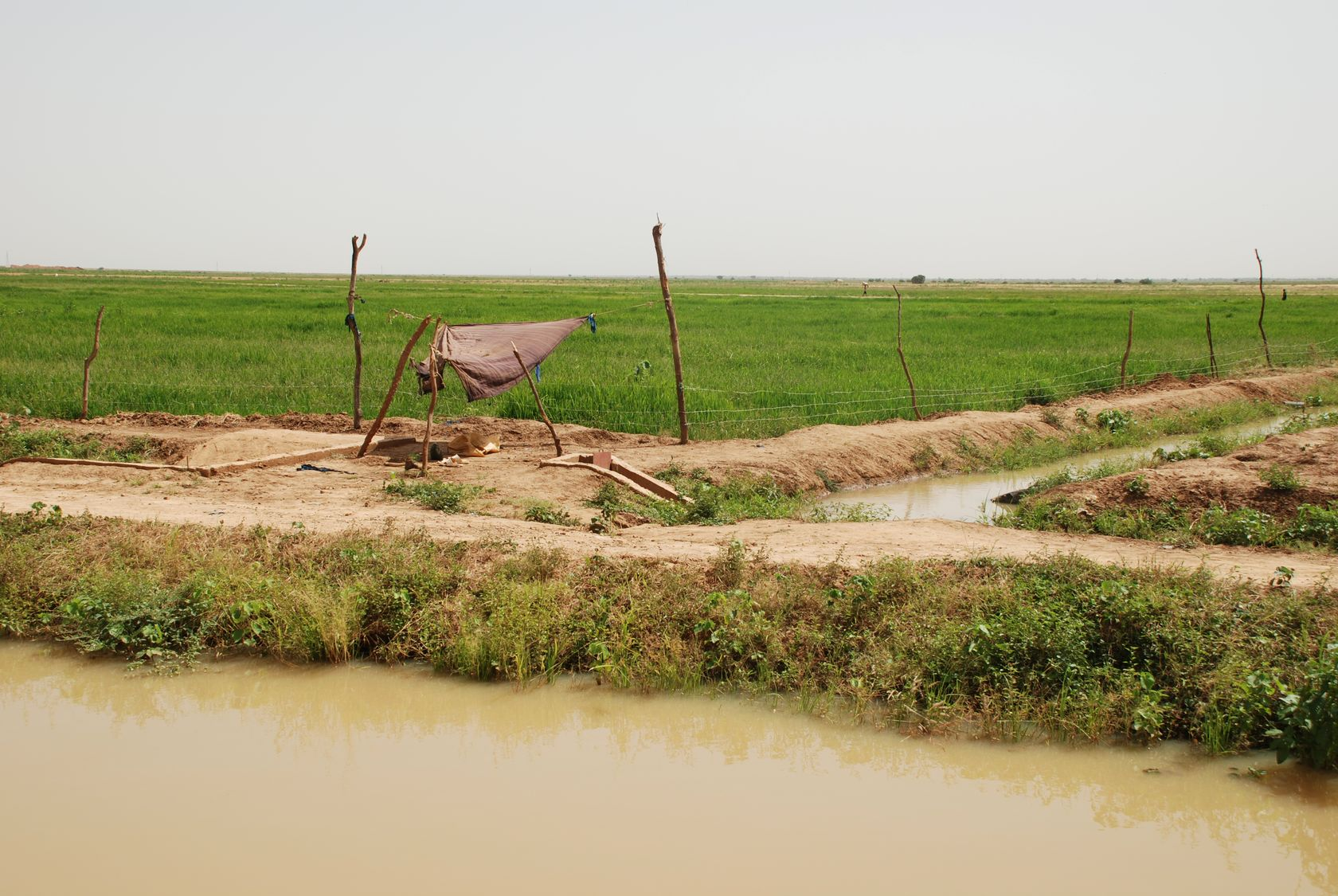
حقول الأرز.

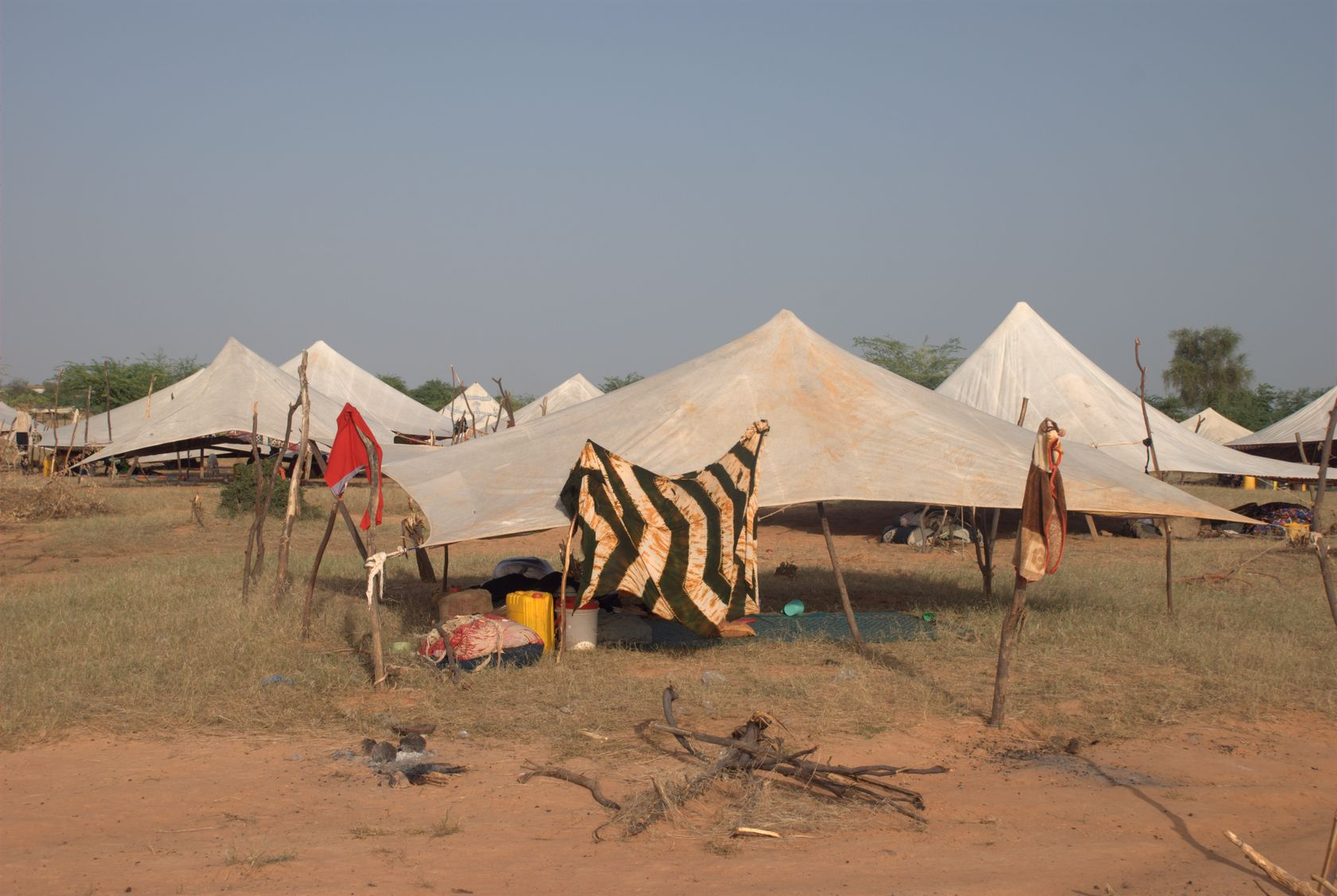
خيام إلى شمال المدينة

## نظرة عامة

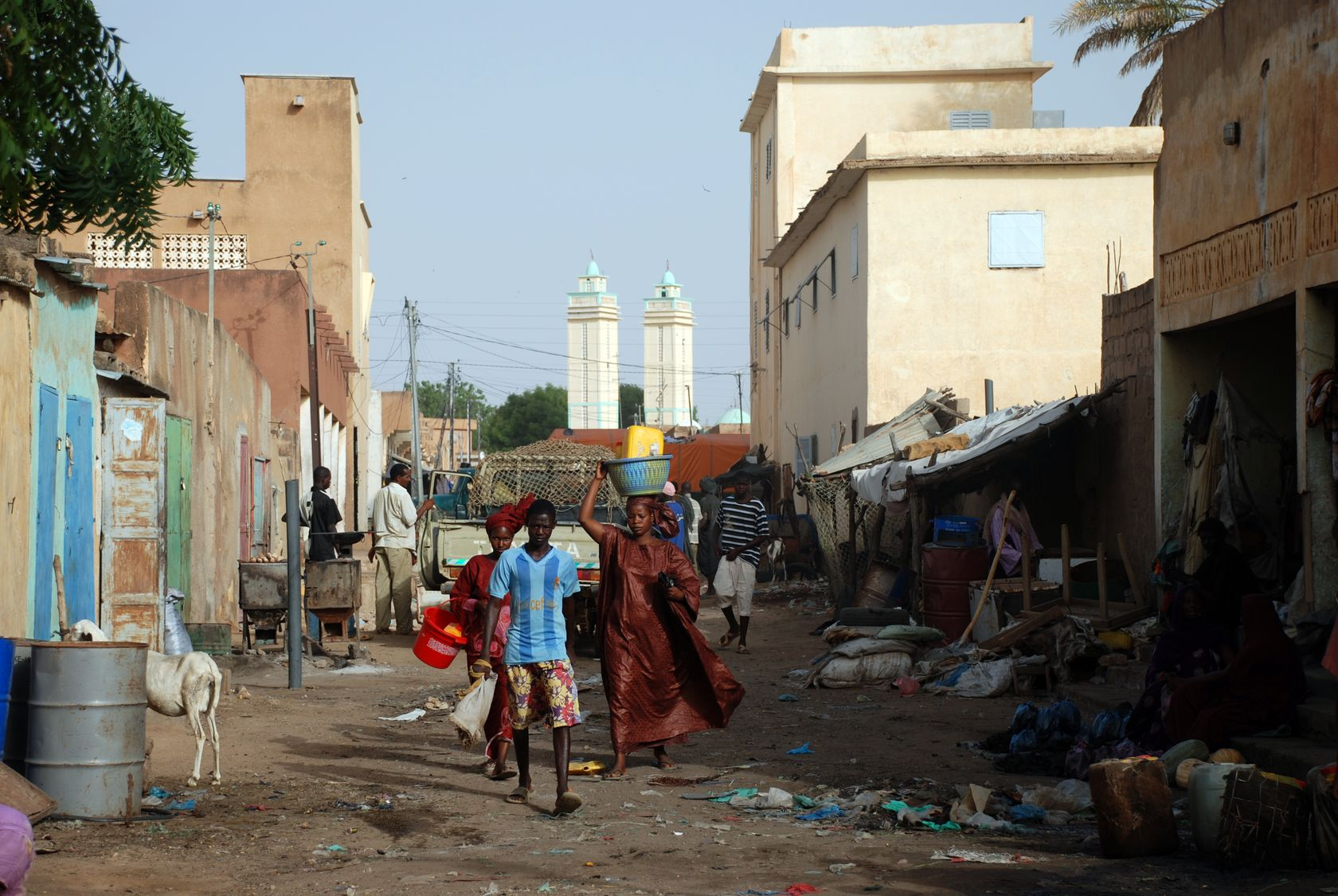

تقع المدينة في منطقة شماما وهي منطقة نهرية حيث تمتد من نهر السنغال حيث يربط النهر مع نهر غورغول وهذه المنطقة هي واحدة من عدد قليل من مجالات الزراعة المستقرة في البلاد. وبها عدد من المراكز التجارية وبها سوق المدينة وتعد واحدة من أكثر الأماكن اهتمانا في موريتانيا وتعكس الثقافة المجاورة السنغالية إلى حد ما أكثر من المغاربية/العربية الموجودة أكثر في شمال البلاد.
ومعظم المباني في هذه المدينة تتميز باللون البني وبها مستشفى عام يختلف في البنيان عن بقية المباني التي شيدت في عام 1989. وكيهيدى شأنها في ذلك شأن كثير من المدن على طول نهر السنغال، تأثرت بالصراع العرقي في عام 1989، وبعد أن يشفى تماما من الناحية الاقتصادية.
بلغ عدد سكان البلدية 49 152 نسمة عام 2013.

## النقل
في عام 2008، تم توقيع اتفاق مع المصالح الصينية لبناء خط للسكك الحديدية من كيهيدي إلى العاصمة لنقل الفوسفات في المقام الأول وتنظيم لحركة المرور.

## المرجع
1. ↑  GeoNames (بالإنجليزية), 2005, QID:Q830106

- FallingRain Map - elevation = 14m